# FK Riteriai
Maillots
Actualités
Le Futbolo Klubas Riteriai est un club de football lituanien basé à Vilnius. Jusqu'en février 2019 le club jouait à Trakai et s'appelait le FK Trakai.

## Historique

### FK Trakai (2005-2019)
Le FK Trakai est fondé en 2005. Sa quatrième place obtenue lors de la saison 2014 permet au club de se qualifier pour la première fois pour une compétition européenne, la Ligue Europa 2015-2016, il élimine le HB Tórshavn au premier tour de qualification avant de s'incliner au tour suivant face à l'Apollon Limassol. Il termine vice-champion de Lituanie en 2015 et perd en prolongation la Supercoupe de Lituanie en 2016.
Lors de la saison 2017-2018, le FK Trakai joue encore une fois la Ligue Europa. Il passe par le premier tour de qualification lors duquel il bat le club écossais de Saint Johnstone sur le score de 3-1 au cumulé avant de battre, lors du second tour de qualification le club suédois de Norrköping (3-3, victoire aux pénalties). Il sera éliminé au troisième tour par le club macédonien du Shkëndija.
Lors de la saison 2018-2019 le club atteint le deuxième tour de la Ligue Europa où il sera éliminé par le FK Partizan Belgrade (1-2 au score cumulé).

### FK Riteriai (depuis 2019)
Avant le début de la saison 2019, le club change de nom en Futbolo Klubas Riteriai et déménage à Vilnius.

## Bilan sportif

### Palmarès
- Championnat de Lituanie
  - Vice-champion : 2015 et 2016
- Coupe de Lituanie
  - Finaliste : 2016
- Supercoupe de Lituanie
  - Finaliste : 2016, 2017

### Bilan par saison
| Saison | Championnat | Championnat | Championnat | Championnat | Championnat | Championnat | Championnat | Championnat | Championnat | Championnat | Coupe de Lituanie   |
| Saison | Division    | Pos         | Pts         | J           | V           | N           | D           | BP          | BC          | Diff        | Coupe de Lituanie   |
| ------ | ----------- | ----------- | ----------- | ----------- | ----------- | ----------- | ----------- | ----------- | ----------- | ----------- | ------------------- |
| 2006   | 4e          | 4e          | Inconnu     | Inconnu     | Inconnu     | Inconnu     | Inconnu     | Inconnu     | Inconnu     | Inconnu     | —                   |
| 2007   | 4e          | 8e          | Inconnu     | Inconnu     | Inconnu     | Inconnu     | Inconnu     | Inconnu     | Inconnu     | Inconnu     | —                   |
| 2008   | 4e          | 7e          | Inconnu     | Inconnu     | Inconnu     | Inconnu     | Inconnu     | Inconnu     | Inconnu     | Inconnu     | —                   |
| 2009   | 4e          | 5e          | Inconnu     | Inconnu     | Inconnu     | Inconnu     | Inconnu     | Inconnu     | Inconnu     | Inconnu     | —                   |
| 2010   | 3e          | 4e          | 31          | 16          | 10          | 1           | 5           | 36          | 21          | +15         | —                   |
| 2011   | 2e          | 4e          | 42          | 24          | 12          | 6           | 6           | 57          | 38          | +19         | Premier tour        |
| 2012   | 2e          | 4e          | 48          | 27          | 14          | 6           | 7           | 57          | 29          | +28         | Seizièmes de finale |
| 2013   | 2e          | 3e          | 50          | 27          | 15          | 5           | 7           | 56          | 24          | +32         | Seizièmes de finale |
| 2014   | 1re         | 4e          | 63          | 36          | 18          | 9           | 9           | 65          | 38          | +27         | Demi-finales        |
| 2015   | 1re         | 2e          | 84          | 36          | 27          | 3           | 6           | 92          | 33          | +59         | Demi-finales        |
| 2016   | 1re         | 2e          | 67          | 33          | 20          | 7           | 6           | 55          | 26          | +29         | Finale              |
| 2016   | 1re         | 2e          | 67          | 33          | 20          | 7           | 6           | 55          | 26          | +29         | Huitièmes de finale |
| 2017   | 1re         | 3e          | 64          | 33          | 18          | 10          | 5           | 53          | 27          | +26         | Quarts de finale    |
| 2018   | 1re         | 3e          | 51          | 33          | 14          | 9           | 10          | 46          | 29          | +17         | Huitièmes de finale |
| 2019   | 1re         | 3e          | 55          | 33          | 16          | 7           | 10          | 57          | 36          | +21         | Seizièmes de finale |
| 2020   | 1re         | 6e          | 12          | 20          | 2           | 6           | 12          | 17          | 38          | -21         | Demi-finales        |
| 2021   | 1re         | 6e          | 46          | 36          | 10          | 16          | 10          | 49          | 37          | +12         | Seizièmes de finale |
| 2022   | 1re         | 5e          | 59          | 36          | 17          | 8           | 11          | 53          | 41          | +12         | Quarts de finale    |
| 2023   | 1re         | 10e         |             |             |             |             |             |             |             |             |                     |
| 2024   | 2e          | 1er         |             |             |             |             |             |             |             |             |                     |

Légende
- Vainqueur de la compétition.
- Vice-champion ou finaliste de la compétition.
- Troisième de la compétition.
- Promotion en division supérieure.
- Relégué en division inférieure.

### Bilan européen
Note : dans les résultats ci-dessous, le score du club est toujours donné en premier.
| Saison    | Compétition  | Tour              | Club              | Domicile | Extérieur | Total             |
| --------- | ------------ | ----------------- | ----------------- | -------- | --------- | ----------------- |
| 2015-2016 | Ligue Europa | Premier tour Q    | HB Tórshavn       | 3 - 0    | 4 - 1     | 7 - 1             |
| 2015-2016 | Ligue Europa | Deuxième tour Q   | Apollon Limassol  | 0 - 0    | 0 - 4     | 0 - 4             |
| 2016-2017 | Ligue Europa | Premier tour Q    | Nõmme Kalju       | 2 - 1    | 1 - 4     | 3 - 5             |
| 2017-2018 | Ligue Europa | Premier tour Q    | St Johnstone FC   | 1 - 0    | 2 - 1     | 3 - 1             |
| 2017-2018 | Ligue Europa | Deuxième tour Q   | IFK Norrköping    | 2 - 1 ap | 1 - 2     | 3 - 3 (5 - 3 tab) |
| 2017-2018 | Ligue Europa | Troisième tour Q  | KF Shkëndija      | 2 - 1    | 0 - 3     | 2 - 4             |
| 2018-2019 | Ligue Europa | Tour préliminaire | Cefn Druids       | 1 - 0    | 1 - 1     | 2 - 1             |
| 2018-2019 | Ligue Europa | Premier tour Q    | Irtych Pavlodar   | 0 - 0    | 1 - 0     | 1 - 0             |
| 2018-2019 | Ligue Europa | Deuxième tour Q   | Partizan Belgrade | 1 - 1    | 0 - 1     | 1 - 2             |
| 2019-2020 | Ligue Europa | Premier tour Q    | KÍ Klaksvík       | 1 - 1    | 0 - 0     | 1 - 1E            |
| 2020-2021 | Ligue Europa | Premier tour Q    | Derry City        | 3 - 2 ap | N/A       | 3 - 2             |
| 2020-2021 | Ligue Europa | Deuxième tour Q   | Slovan Liberec    | 1 - 5    | N/A       | 1 - 5             |

Légende
- Victoire ou qualification pour le tour suivant.
- Match nul.
- Défaite ou élimination de la compétition.

## Maillots
| Domicile 2006–2013 | Extérieur 2006–2013 | Domicile (depuis 2014) | 2014-2017 (Extérieur) | Depuis 2018 (Extérieur) |

### Couleurs
| TRAKAI | TRAKAI |

### Logo

Logo du FK Trakai.
Logo du FK Riteriai.

## Effectif professionnel actuel
Au 27 août 2025 :
| N° | Nat.                   | Poste | Nom du joueur          |
| -- | ---------------------- | ----- | ---------------------- |
| 2  | Drapeau de la Lituanie | D     | Nojus Stankevičius     |
| 4  | Drapeau de la Suède    | D     | Niclas Håkansson       |
| 5  | Drapeau de la Lituanie | D     | Milanas Rutkovskis     |
| 7  | Drapeau de l'Allemagne | M     | Leif Estevez           |
| 8  | Drapeau de la Lituanie | M     | Armandas Šveistrys     |
| 9  | Drapeau de la Lituanie | A     | Meinardas Mikulėnas    |
| 10 | Drapeau de la Lituanie | M     | Simas Civilka          |
| 11 | Drapeau de la Lituanie | M     | Andrius Kaulinis       |
| 13 | Drapeau de la Lituanie | D     | Gustas Gumbaravičius   |
| 17 | Drapeau de la Lituanie | M     | Deimantas Rimpa        |
| 18 | Drapeau de l'Autriche  | M     | Benjamin Mulahalilovic |

| No. | Nat.                   | Position | Nom du joueur       |
| --- | ---------------------- | -------- | ------------------- |
| 19  | Drapeau de la Lituanie | M        | Rokas Stanulevičius |
| 22  | Drapeau de la France   | M        | Axel Galita         |
| 24  | Drapeau de la Lituanie | M        | Jonas Usavičius     |
| 30  | Drapeau de la Lituanie | M        | Karolis Šutovičius  |
| 37  | Drapeau de la Lituanie | G        | Artiom Šankin       |
| 44  | Drapeau de la Lituanie | D        | Kajus Stankevičius  |
| 77  | Drapeau de la Lituanie | A        | Ernestas Zdanovič   |
| 80  | Drapeau de la Lituanie | D        | Matas Latvys        |
| 92  | Drapeau de la Lituanie | G        | Kajus Andraikėnas   |

### Joueurs emblématiques
- Armantas Vitkauskas
- Vaidotas Šilėnas
- Marko Pavlovski (2021)
- Terem Moffi